# Cieszków (plaats)
Cieszków (Duits: Freyhan) is een dorp in het Poolse woiwodschap Neder-Silezië, in het district Milicki. De plaats maakt deel uit van de gemeente Cieszków en telt 1800 inwoners.